# Río Arga
El río Arga es un río de Navarra, que nace en el collado de Urkiaga ubicado en el macizo paleozoico de Quinto Real, una de las zonas más lluviosas de Navarra, al norte del valle de Erro, y desemboca en el río Aragón, cerca de Funes. 
Se trata del más «navarro» de los grandes ríos que transcurren por esta región, ya que sus 145 km de recorrido transcurren íntegramente por suelo de la comunidad foral. De sus 2.759 km² de cuenca, 2.652 pertenecen a Navarra, y solo 107 corresponden a la cabecera alavesa de su afluente, el río Araquil.

## Características

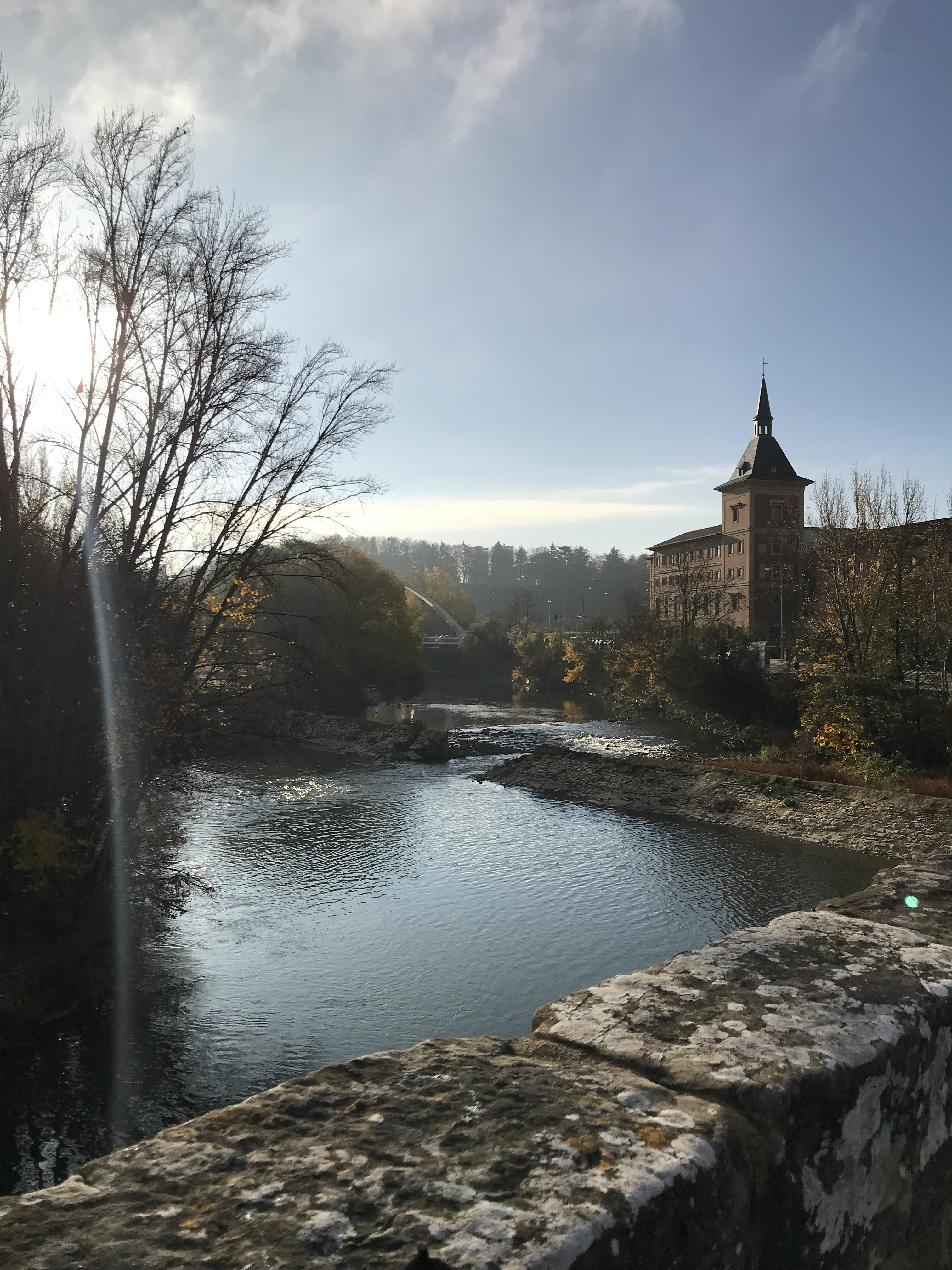
Presa de Santa Engracia (siglo XIII), quizá la construcción civil más antigua de Pamplona

Runa fue el nombre que recibió en la Antigüedad, navegable hasta por lo menos Pompaelo.
El río Arga es represado en el embalse de Eugui (valle de Esteríbar), cuyo principal uso es el abastecimiento de la comarca de Pamplona.
La cuenca alta del río Arga la vegetación está formada por hayedos con sotobosque de brezos, arándanos, cárices y lúzulas. En las cercanías del embalse de Eugui junto a las hayas aparecen alisos, fresnos de hoja ancha, arces, avellanos y arraclanes
Aguas abajo del embalse aparecen bosques de roble pubescente con pino albar con sotobosque de boj. A partir de Zubiri la aliseda se extiende, acompañada de arces, cerezos silvestres y fresnos de hoja ancha.
A partir de Huarte se desarrollan las mimbreras. En Belascoáin aparece el chopo negro, el fresno de hoja estrecha y el sauce blanco, iniciando la transición entre bosque cantábrico y mediterráneo. En las laderas se encuentran quejigales y carrascales y pino de repoblación. El tramo final se utiliza para cultivos de regadío y choperas de repoblación.
El río Arga discurre por los siguientes municipios:
- Esteríbar
- Huarte
- Villava
- Burlada
- Pamplona
- Barañáin
- Olza
- Echauri
- Belascoáin
- Puente la Reina
- Mendigorría
- Larraga
- Berbinzana
- Miranda de Arga
- Falces
- Peralta
- Funes

## Principales afluentes
Recibe afluentes por la derecha mucho más importantes, en consideración al caudal que aportan, respecto a la margen izquierda. Los principales afluentes del río Arga, son:
| Margen izquierda     | Punto de confluencia | Margen derecha                                      | Punto de confluencia |
| -------------------- | -------------------- | --------------------------------------------------- | -------------------- |
| Río Urbi (río Egüés) | Huarte               | Río Ulzama                                          | Villava              |
| Río Elorz            | Pamplona             | Río Juslapeña                                       | Olza                 |
| Río Robo             | Puente la Reina      | Río Araquil (con el río Basaburúa y el río Larráun) | Olza                 |
|                      |                      | Río Salado                                          |                      |

## Puentes
- Puente de la Rabia en Zubiri.
- Puente viejo de Burlada.

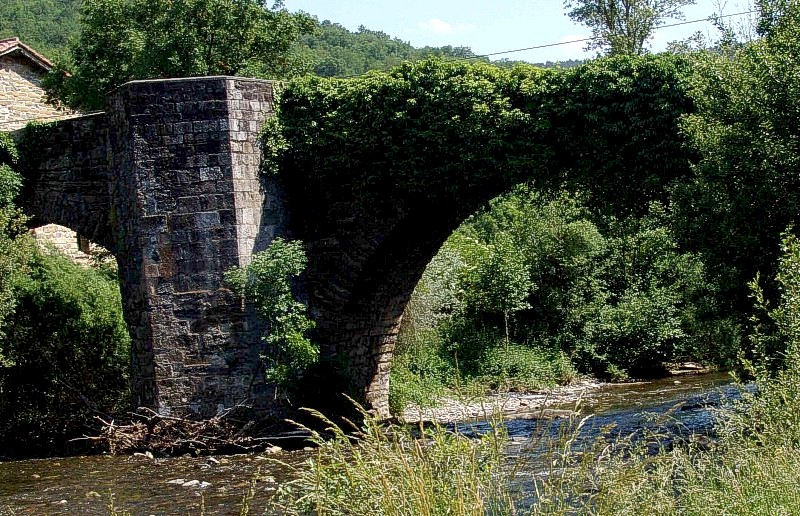
Puente de la Rabia (Zubiri)

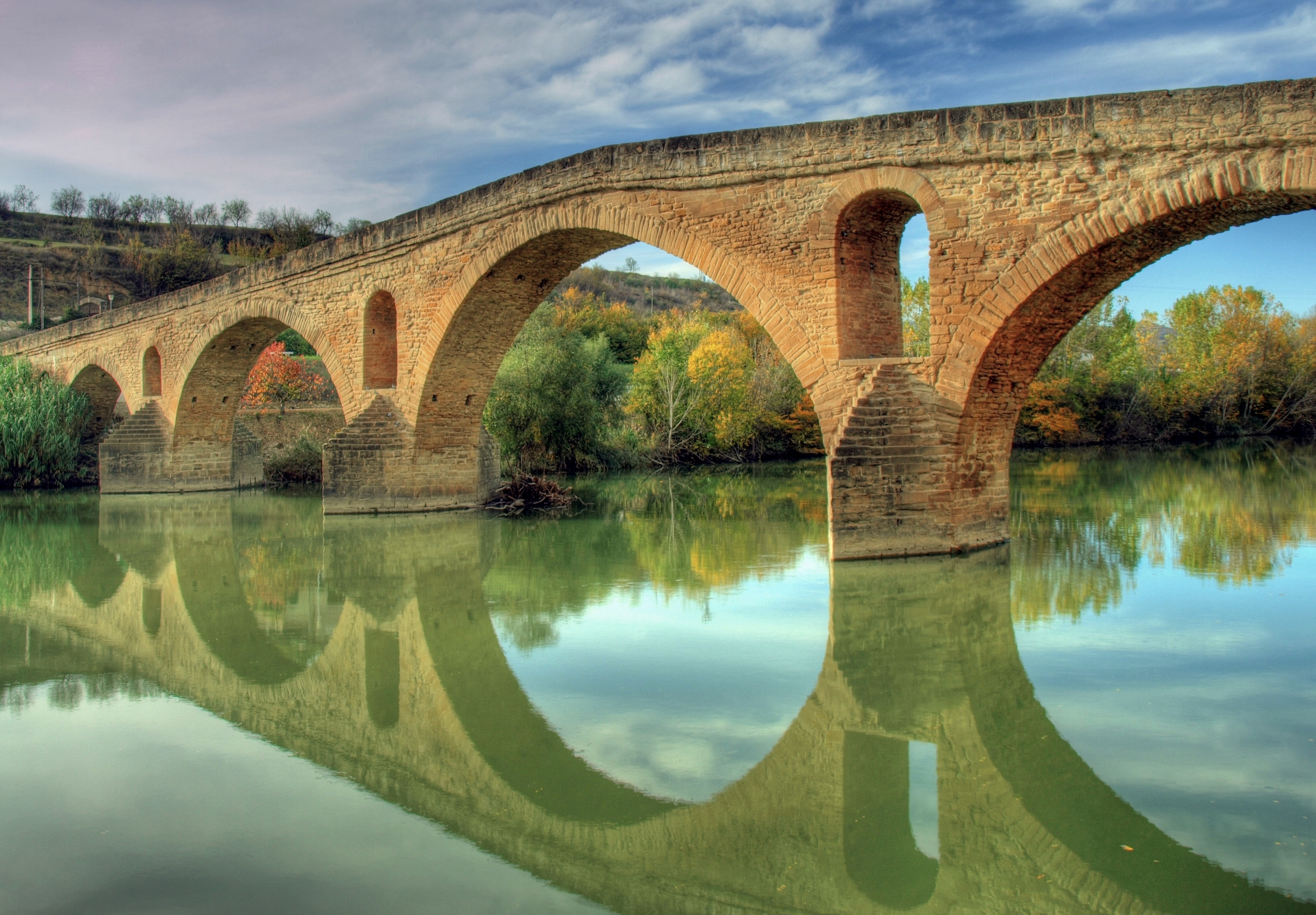
El Arga a su paso por Puente la Reina.

- Puente de la Magdalena, en Pamplona.[6]
- Puente de San Pedro, en Pamplona.[7]
- Puente de Santa Engracia, en Pamplona.[8]
- Puente de Miluze, en Pamplona.
- Puente medieval de Arazuri.
- Puente medieval de Belascoáin.
- Puente viejo de Puente la Reina.
- Puente de Falces.
- Puente de Miranda de Arga.
- Puente medieval de Peralta.
- Puente de Funes.

## Mancomunidades
- Mancomunidad de la Comarca de Pamplona
- Mancomunidad de Valdizarbe